# Diego de Mazariegos
Pour les articles homonymes, voir de Mazariegos.
Diego de Mazariegos y Porres (mort en 1536) est un conquistador espagnol.
Il conquiert le Chiapas au Mexique et, avec Andrés de la Tovilla (en), fonde les villes de San Cristóbal de las Casas (Villa Real de Chiapa de los Españoles) et Chiapa de Corzo (en) (Villa Real de Chiapa de los Indios). 
Il est lieutenant-gouverneur du Chiapas en Nouvelle-Espagne de 1528 à 1529.

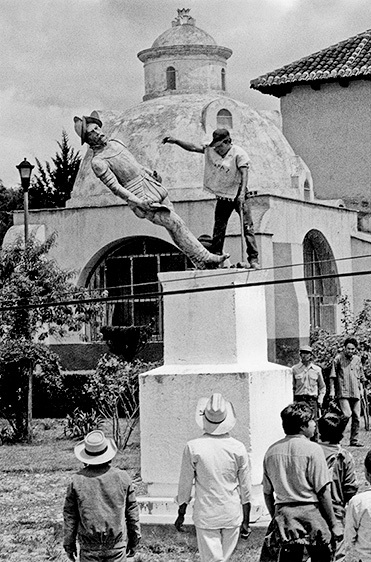
Déboulonnage de sa statue à San Cristobal de Las Cas le.

## Crédit d'auteurs
- (en) Cet article est partiellement ou en totalité issu de l’article de Wikipédia en anglais intitulé « Diego de Mazariegos » (voir la liste des auteurs).